# Oljato-Monument Valley (Utah)
Pour les articles homonymes, voir Oljato-Monument Valley.
Oljato-Monument Valley est une census-designated place du comté de San Juan, dans l'État de l'Utah, aux États-Unis. En 2020, elle compte une population de 682 habitants. Le site naturel de Monument Valley est situé dans la localité.